# HD 55879
HD 55879，又名BD-10 1933，SAO 152598、HR 2739，是一颗恒星，视星等为6.03，位于銀經224.73，銀緯0.35，其B1900.0坐标为赤經7h 9m 43.8s，赤緯-10° 0.35′ 38″。